# Trithyris pretiosalis
Trithyris pretiosalis là một loài bướm đêm trong họ Crambidae.